# Balada para un loco
Balada para un loco (in spagnolo: Ballata per un pazzo) è un celebre tango  del musicista argentino Astor Piazzolla con il testo del poeta uruguaiano Horacio Ferrer e pubblicata per la prima volta nel 1969 con l'interpretazione di Amelita Baltar.
La conzone nasce negli anni '60, in un contesto in cui in Argentina era in corso un forte movimento culturale di rinnovamento delle canzoni popolari di tutti i generi, attraverso esperienze come il Nuevo Cancionero folklórico, il tango d'avanguardia, e il cosiddetto rock nazionale, la pubblicazione del libro di canzoni per bambini di María Elena Walsh e la nascita del genere musicale Cuarteto. 
Nel 1967 Astor Piazzola e Horacio Ferrer avevano avviato la prolifica associazione musicale-poetica che sarebbe durata diversi anni.
Le canzoni che Piazzolla e Ferrer avevano composto in quel periodo, e in particolare la Balada para un loco, furono decisive nel processo di creazione della nuova canzone argentina.
Il primo risultato di tale associazione fu la composizione dell'opera María de Buenos Aires, presentata per la prima volta con grande successo nel 1968. Da quel momento Piazzolla e Ferrer iniziarono a comporre canzoni popolari, tra cui, ad esempio, Chiquilín de Bachín.

## Altre versioni
- 1982, Domenico Modugno la pubblicò nel suo 45 giri in  versione italiana come Lato B nel singolo Adesso non pensarci più/Ballata per un matto.
- Milva ne ha fatto importanti interpretazioni nei suoi recital con lo.stesso Piazzolla e anche nella TV pubblica italiana.